# Папужник королівський
Папу́жник королівський (Erythrura regia) — вид горобцеподібних птахів родини астрильдових (Estrildidae). Ендемік Вануату. Раніше вважався підвидом червоноголового папужника, однак був визнаний окремим видом.

## Опис
Довжина птаха становить 11 см. Голова, надхвістя і хвіст яскраво-червоні, крила і нижня частина живота зелені, решта тіла синя. Дзьб чорний, очі темно-карі, лапи чорнувато-тілеского кольору. самиці мають дещо менш яскрвве забарвлення, червоний відтінок голови менш виражений, спина і живі більш зелені.

## Підвиди
Виділяють три підвиди:
- E. r. regia (Sclater, PL, 1881) — північне Вануату (від Гауа до Емае[en]);
- E. r. efatensis Mayr, 1931 — острів Ефате;
- E. r. serena (Sclater, PL, 1881) — острів Анейтьюм.

## Поширення і екологія
Королівські папужники живуть на порослих тропічними лісами і чагарниковими зростями пагорбах, на плантаціях і в садах. Зустрічаються поодинці, парами або невеликими зграйками до 7 птахів. Живляться насінням, а також плодами фікусів з видів Ficus acrorhyncha, Ficus obliqua, Ficus verrucosa і Ficus kajewskii, іноді також комахами. Гніздо кулеподібне, в кладці 3-4 яйця. Інкубаційний період триває 2 тижні, птешенята покидають гніздо через 3 тижні після вилуплення і стають самостійними у віці 1,5 місяців.

## Збереження
МСОП класифікує королівських і червоноголових папужників як один вид Erythrura cyaneovirens і класифікує стан збереження цього виду як близький до загрозливого. За оцінками дослідників, популяція королівських папужників становить менше 1000 дорослих птахів, а популяція червоноголових папужників є більшою. Загальна популяція королівських і червоноголових папужників становить від 10 до 20 тисяч дорослих птахів.